# 隔夜指數交換
，簡稱OIS，是一種利率交換契約，雙方約定在一定期間內交換以隔夜拆款利率（如 SOFR、€STR、TONA 等）計算的浮動利率與事先協議的固定利率。隔夜指數交換利率常用於反映市場對中央銀行政策利率的預期，並廣泛應用於利率風險管理、金融商品定價與利率曲線建構。OIS 利差（如 LIBOR-OIS 利差）亦常用於衡量市場流動性風險及系統性風險。